# Gare de Pétange
Ne doit pas être confondu avec Gare de triage de Pétange.
La gare de Pétange est une gare ferroviaire luxembourgeoise de la ligne 7 de Luxembourg à Pétange, située à proximité du centre-ville de Pétange, dans le canton d'Esch-sur-Alzette.
Elle est mise en service en 1873 par la Compagnie des chemins de fer Prince-Henri. C'est une gare de la Société nationale des chemins de fer luxembourgeois (CFL).

## Situation ferroviaire
Établie à 293 mètres d'altitude, la gare de bifurcation de Pétange est l'origine ou l'aboutissement, au point kilométrique (PK) 0,000 : de la ligne 2, Pétange - Ettelbruck (fermée) ; ligne 6f, Esch-sur-Alzette à Pétange ; de la ligne 6g, Pétange - Rodange-frontière (Aubange) ; de la ligne 6h, Pétange - Rodange-frontière (Mont-Saint-Martin) ; de la ligne 6j Pétange - Rodange-frontière (Althus) de la ligne 7 de Luxembourg à Pétange ; de la ligne Pétange - Fond-de-Gras - Doihl (ligne touristique).

## Histoire
La station de Pétange est mise en service par la Compagnie des chemins de fer Prince-Henri, lors de l'ouverture à l'exploitation la ligne d'Esch-sur-Alzette à Pétange le 1er août 1873.
Si à l'origine la gare est constituée d'un bâtiment voyageurs en bois relativement simple et sur un niveau, il est remplacé en 1900 par le bâtiment actuel, plus imposant et sur deux niveaux, inauguré quand la gare accueilli la ligne 6f, le 6 septembre 1900,.
La gare de Pétange est le centre du réseau Prince-Henri, le siège de la compagnie s'y trouvait, d'où la présence d'installations ferroviaires importantes et que se sont agrandies au fil des décennies : triage, ateliers (Ateliers de Pétange, actuellement CFL Technics), etc..
La gare est victime de deux incendies, dont un le 2 mai 1981 qui détruisit une partie des ateliers de Pétange. Le passage souterrain reliant les quais est construit en 1983.
À la fin des années 1990, la gare est réaménagée et agrandie (parking agrandi, quais et voies refaits, rénovation du bâtiment de l'inspection des chemins de fer Prince-Henri, etc.), les postes directeur et manœuvre sont quant à eux démolis ; la gare rénovée est inaugurée à la fin des années 2000.

## Service des voyageurs

### Accueil
Gare CFL, elle dispose d'un bâtiment voyageurs, d'un guichet d'information et d'une salle d'attente. Divers services sont proposés, comme une consigne et un service d'enregistrement des bagages. La gare est équipée d'un automate pour l'achat de titres de transport.
Le guichet de vente de la gare est fermé depuis le 29 février 2020 dans le cadre de l’application de la gratuité des transports luxembourgeois (hors 1re classe et trains transfrontaliers).

### Dessertes
Pétange est desservie par des trains Regional-Express (RE) et Regionalbunn (RB) qui exécutent les relations suivantes, :
- Luxembourg - Rodange ;
- Luxembourg - Rodange - Longwy ;
- Troisvierges - Luxembourg - Rodange.

### Intermodalité
Un parc pour les vélos (15 places) et un parking pour les véhicules (340 places) y sont aménagés. La gare possède un parking à vélo sécurisé mBox de 32 places, et est desservie par les lignes 3, 13 et 14 du transport intercommunal de personnes dans le canton d'Esch-sur-Alzette. Elle est aussi desservie par les lignes 609, 831, 791 et 792 du Régime général des transports routiers.
Une station du service d'autopartage Flex y est implantée.

## Train touristique

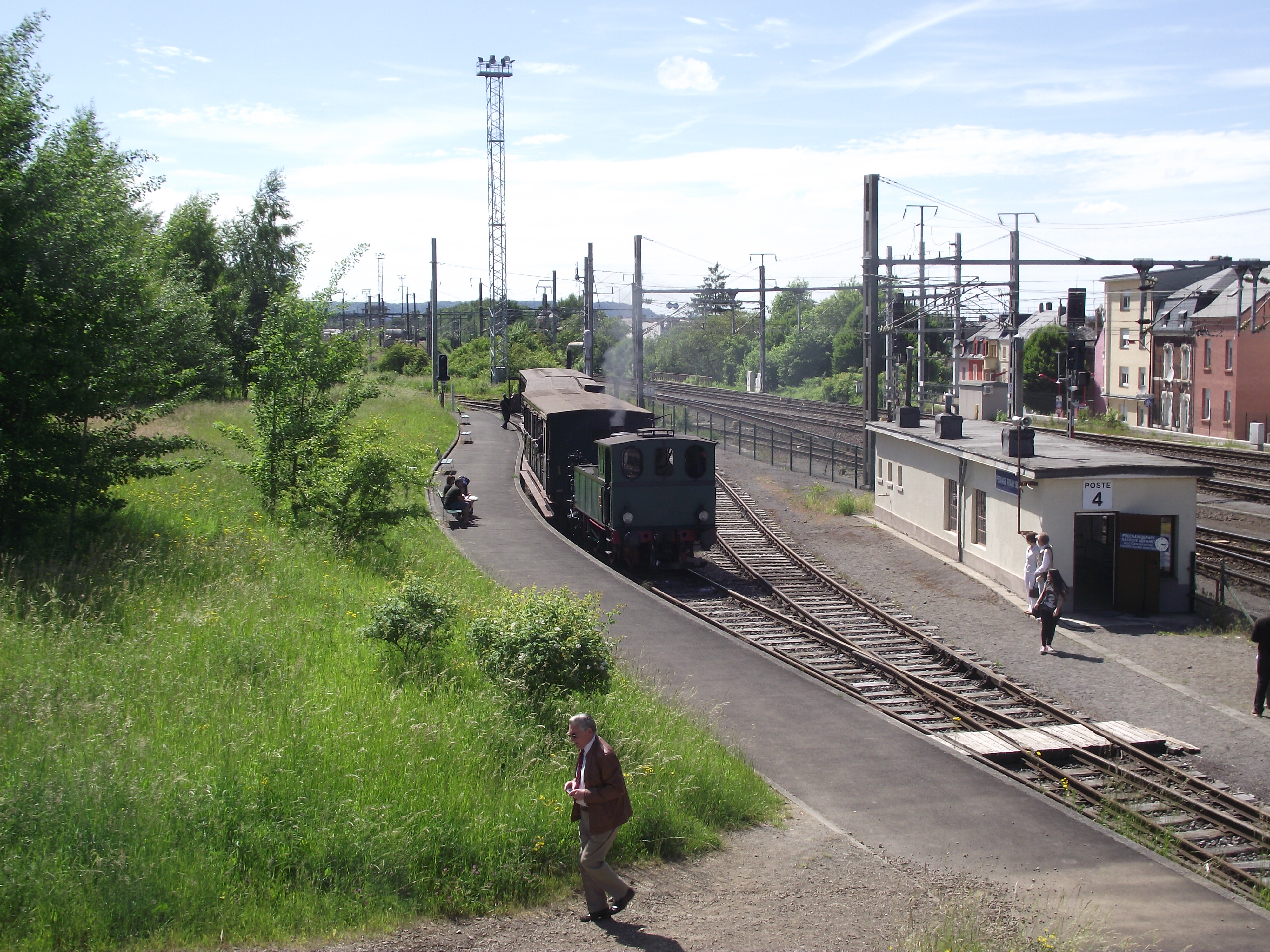
Quai du Train 1900.

La gare comporte un quai spécifique affecté à la ligne Pétange - Fond-de-Gras - Doihl ancienne ligne industrielle où circule de nos jours le Train 1900, le train touristique de l'Association des musées et tourisme ferroviaires (AMTF).